# Иван Салвадор
Иван Салвадор Ебу (на испански: Iván Salvador Edú) познат в Африка като Иван Ебуе испански и футболист на Екваториална Гвинея, играещ като нападател за полския Медж и националния отбор на Екваториална Гвинея. Участник в Купата на африканските нации през 2015, 2021 и 2023. През 2024 в Купата на африканските нации 2023, където вкарва гола в групите срещу Нигерия за равенството 1:1.

## Успехи
Екваториална Гвинея
- Купата на африканските нации 2015
  - 4-то място (1): 2015